# 뉴 어벤저스
뉴 어벤저스는 마블 코믹스에서 등장하는 만화책의 영웅 단체이다. 첫 두 편은 브라이언 마이클 벤디스가 각본을 맡았고, 어벤저스에 등장하는 인물들을 중심으로 서술했다. 3번째 호는 일루미나티로 알려진 영웅들에 대해 서술했고, 조너선 힉맨이 각본을 맡았다. 4번째 호는 어벤저스 아이디어 메카닉으로 이름을 바꾼 A.I.M에 대해 서술했으며 앨 유잉이 각본을 맡았다.

## 출판 역사

### 1호 (2005년–2010년)
뉴 어벤저스는 마블 코믹스의 어벤저스 후속작이다. 1호는 브라이언 마이클 벤디스가 각본을 맡았고 데이비드 핀치가 그림을 그렸다. 1호는 2005년 1월 발간되었으나 2004년 11월부터 모습을 드러냈다. 핀치는 첫 6권과 11권부터 13권까지 작업을 했고, 스티브 맥니벤, 레이닐 프랜시스 유, 빌리 탠, 스튜어트 이머넌이 그의 뒤를 이어 그림을 그렸다. 뉴 어벤저스의 창립 멤버는 루크 케이지, 캡틴 아메리카, 아이언맨, 스파이더맨, 스파이더우먼이었으며 울버린과 센트리, 에코, 그리고 로닌이 참여했다.
팀 자체는 시리즈 동안 뉴 어벤저스라 명명되지 않았다. 초인등록법에 등록되지 않은 어벤저스의 분파로써, 이 팀은 그들 스스로를 진짜 어벤저스로 여기고 있었다. 정부가 통제하는 마이티 어벤저스가 이 무렵 동시에 발간되고 있었다. 이 시리즈는 2007년 발간되고 있었고, 정부가 제재하는 또 다른 팀인 다크 어벤저스가 2008년 후반에 발간되었다. 이 무렵 뉴 어벤저스는 닥터 스트레인지, 아이언 피스트, 호크아이 등을 새로운 팀원으로 맞이했다.
1호가 끝날 무렵, 뉴 어벤저스는 호크아이, 스파이더맨, 캐럴 댄버스, 버키 반즈, 모킹버드, 스파이더우먼, 울버린, 그리고 팀 리더인 루크 케이지로 구성되어 있었다. 작가 브라이언 마이클 벤디스는 이 캐릭터들이 캡틴 아메리카가 그들이 있으라고 했기 때문에 진짜 어벤저스라고 말했다. 이 말은 캡틴 아메리카가 살아있다고 믿는 와중에 팀이 그를 구출할 때 다시 언급되었다. 이 시리즈는 뉴 어벤저스 64권을 끝으로 2010년 4월 마무리되었으며, 시즈 줄거리도 이 때 끝나게 된다. "뉴 어벤저스: 피날레" 역시 이 때 발간되었다.

### 2호 (2010년–2012년)
2010년 3월 마블은 6월에 "히어로 시대"의 일부로 시리즈를 재출간하겠다고 선언했다. 첫 호에서 이 팀은 루크 케이지, 빅토리아 핸드, 아이언 피스트, 제시카 존스, 모킹버드, 캐럴 댄버스, 스파이더맨, 싱, 울버린으로 구성되었다. 울버린과 스파이더맨은 이미 어벤저스에서 활동하면서 뉴 어벤저스에 참여했고, 닥터 스트레인지는 브라더 부두의 죽음 이후 새로운 소서러 수프림을 찾는 동안 첫 임무에서 팀에 참여하라는 권유를 받아들였다. 데어데블이 16권에서 팀에 참여했다. 그는 루크 케이지와 제시카 존스의 요청으로 팀에 참여했다. 제시카는 개인적인 이유로 팀을 떠났지만 루크 케이지에 의해 다시 참여했다.

### 3호 (2013년–2015년)
뉴 어벤저스는 2013년 1월 조너선 힉맨이 각본을 맡고 스티브 엡팅이 그림을 맡았다. 새로운 호는 일루미나티에 초점을 맞추고 있다. 일루미나티는 아이언맨, 네이머, 미스터 판타스틱, 닥터 스트레인지, 캡틴 아메리카, 블랙 볼트로 구성되어 침투에 대비하기 위해 다시 집합하였다. 블랙 팬서와 미스터 판타스틱은 지구를 중심으로 이루어지는 우주적 부패가 또 다른 우주와의 충돌을 야기한다는 것을 발견했다. 일루미나티의 존재에 반대하던 블랙 팬서가 단체에 가담했고 프로페서 X의 죽음 이후 비스트가 그의 빈 자리를 대체해서 들어갔다. 같은 호에서 캡틴 아메리카가 팀을 떠난다. 12권에서 일루미나티가 타노스의 군대를 무찌른 후 블랙 볼트의 남동생 막시무스가 일루미나티에 참여했다. 헐크 또한 우주적 파멸을 발견하고 어벤저스로 돌아온다.

### 4호 (2015년–현재)
뉴 어벤저스 4호는 2015년 10월 "올-뉴 올-디퍼런트 마블"의 일부로 발간되었다. 앨 유잉이 각본을 맡고 제라도 산도발이 그림을 맡았다. 만화는 A.I.M이 어벤저스 아이디어 메카닉으로 이름을 바꾸고 뉴 어벤저스라는 이름을 택한 이야기에 초점을 맞추고 있다. A.I.M의 야전군 지도자인 송버드와 선스팟이 뉴 어벤저스의 리더가 되었다. 다른 멤버에는 헐클링, 위칸, 스쿼럴 걸, 호크아이, 포드, 파워 맨 등이 포함된다. 이후 위칸, 헐클링, 스쿼럴 걸이 A.I.M에서 축출되고 선스팟이 지목한 3명만이 팀원으로 남게 된다. 캐논볼 또한 이 단체에서 오랫동안 일한 것으로 드러났고, S.H.I.E.L.D에서 해고된 호크아이가 나중에 뉴 어벤저스 트리오에 재가입한다. 시빌 워 II에서 뉴 어벤저스는 마지막으로 A.I.M을 돕는다.

## 다른 매체에서

### 마블 시네마틱 유니버스
마블 시네마틱 유니버스: 페이즈 5에 등장하는 썬더볼츠*에서는 썬더볼츠 팀이 공식적으로 "뉴 어벤저스"가 된다. 발렌티나 드 폰테인이 연 기자회견에서 옐레나 벨로바, 레드 가디언, 버키 반즈, U.S. 에이전트, 센트리, 고스트가 멤버로 있다.